# Crossopetalum bredemeyeri
Crossopetalum bredemeyeri là một loài thực vật có hoa trong họ Dây gối. Loài này được (Schult.) Kuntze mô tả khoa học đầu tiên năm 1891.